# خاجی‌آرواره‌سانان

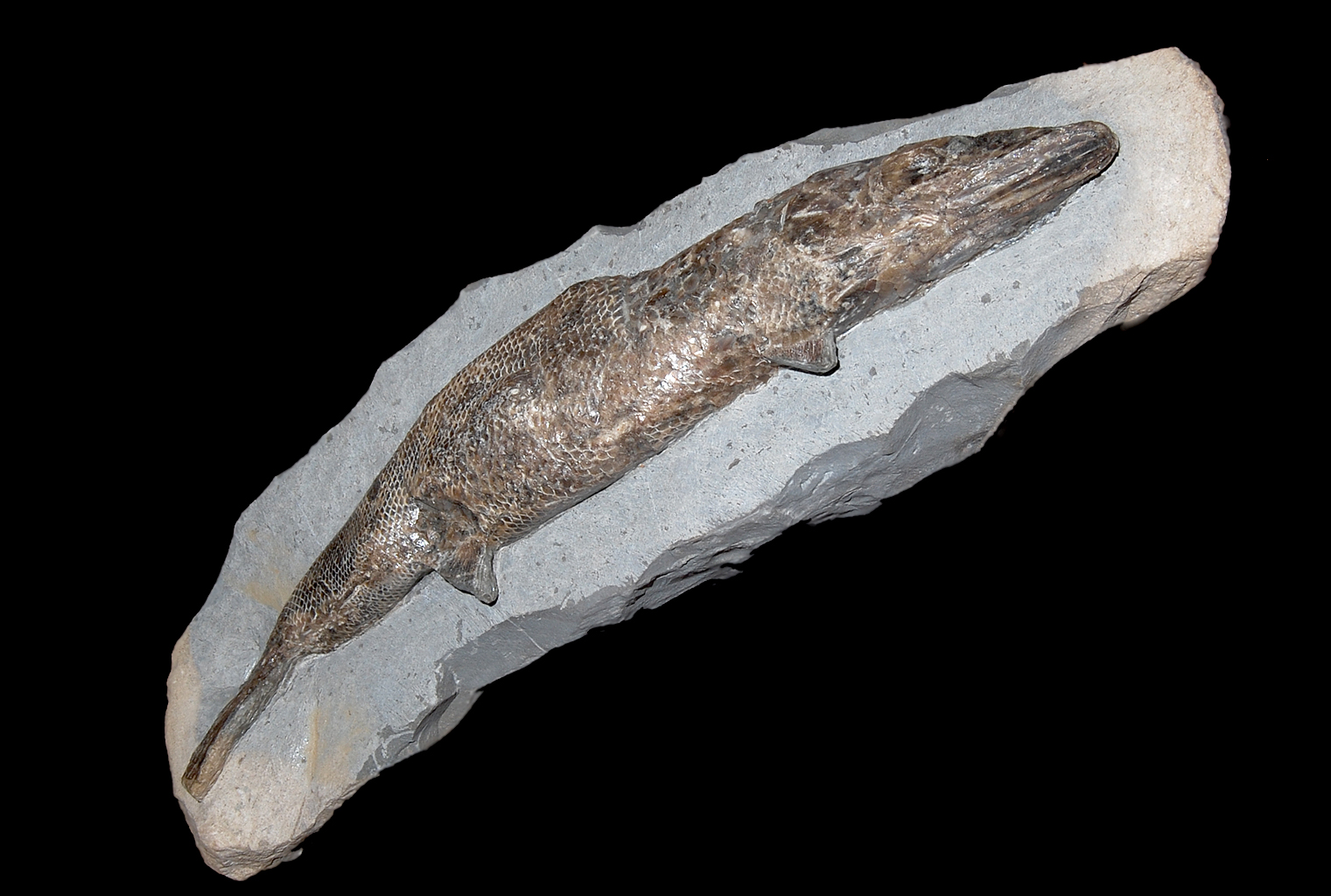
خاجی‌آرواره‌سانان

خاجی‌آرواره‌سانان (نام علمی: Crossognathiformes) نام یک راسته از فرورده پیوسته‌استخوانان است.